# Osie
Osie is een dorp in het Poolse woiwodschap Koejavië-Pommeren, in het district Świecki. De plaats maakt deel uit van de gemeente Osie en telt 2520 inwoners.

## Verkeer en vervoer

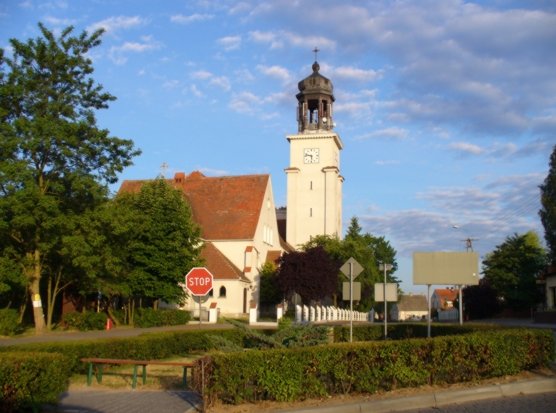
Osie

- Station Osie